# Hylocryptus
Hylocryptus was een geslacht van zangvogels uit de familie ovenvogels (Furnariidae). De twee soorten in dit geslacht, roodkopbladspeurder en dunbekbladspeurder, zijn verplaatst naar het geslacht Clibanornis.